# Ipomoea batatoides
Ipomoea batatoides är en vindeväxtart som beskrevs av Jacques Denys Denis Choisy. Ipomoea batatoides ingår i släktet praktvindor, och familjen vindeväxter. Inga underarter finns listade i Catalogue of Life.

## Bildgalleri

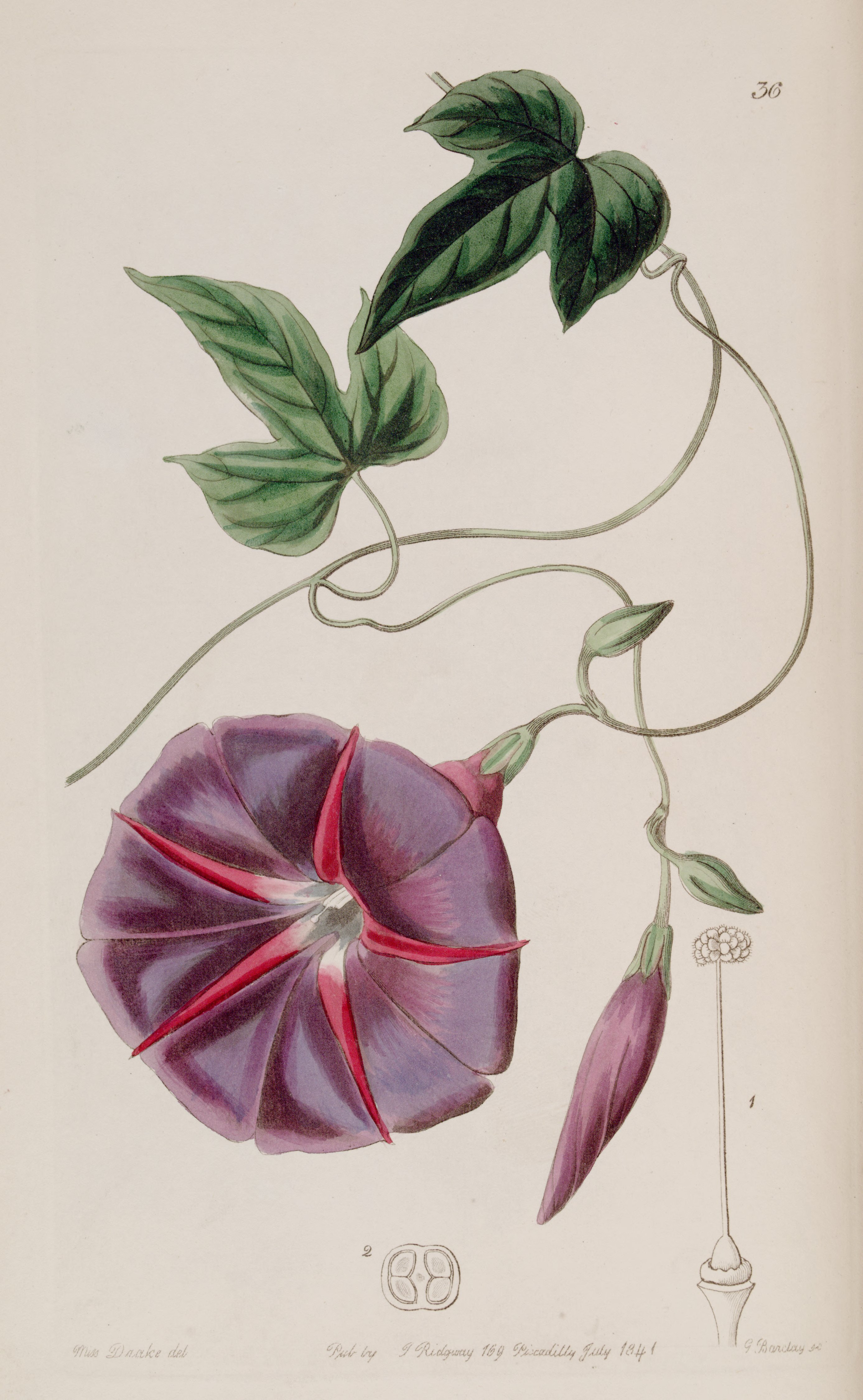